# Euphorbia depauperata
Euphorbia depauperata är en törelväxtart som beskrevs av Ferdinand von Hochstetter och Achille Richard. Euphorbia depauperata ingår i släktet törlar, och familjen törelväxter.

## Underarter
Arten delas in i följande underarter:
- E. d. depauperata
- E. d. laevicarpa
- E. d. trachycarpa
- E. d. tsetserrensis